# Odsvěcení

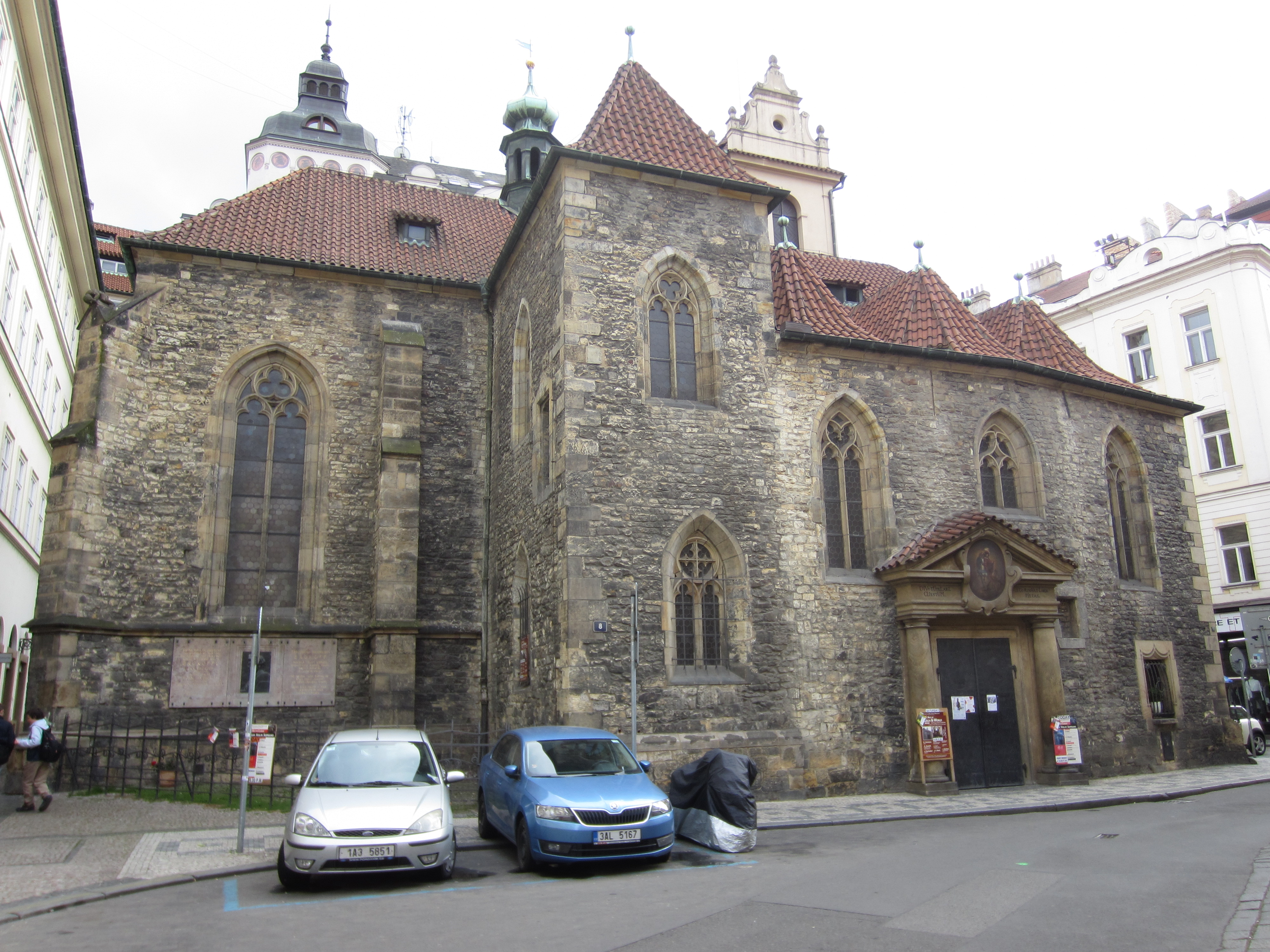
Kostel svatého Martina ve zdi, původně římskokatolický kostel, byl odsvěcen, následně přebudovaný na obytný dům, posléze odkoupen a užíván Českobratrskou církví

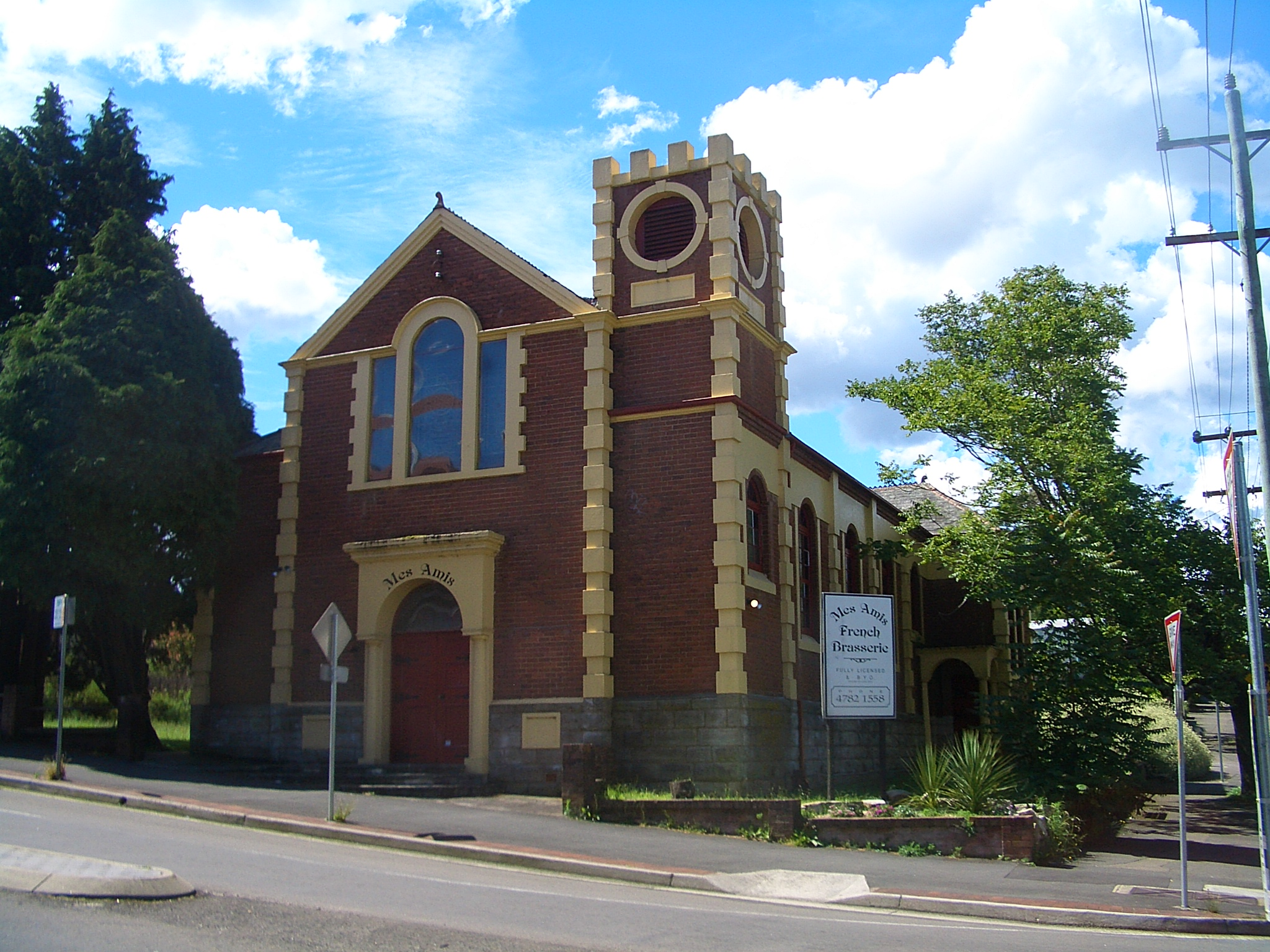
Bývalý kostel ve meště Katoomba v Austrálii, který byl přebudován na restauraci

Odsvěcení (neboli dekonsekrace) je proces, při kterém bohoslužebné stavby přestávají být určeny původnímu bohoslužebnému účelu nebo zasvěcené osoby (kněží či jiní duchovní) jsou zbaveni svátostného pověření. Je to tedy protiklad k úkonu vysvěcení, které se však odsvěcením obvykle plně nezruší. V právní oblasti, když se jedná o zrušení kostela nebo kláštera a použití budovy ke světským účelům, se používá termín sekularizace. Pokud se jedná o přechod osoby z duchovního stavu do laického, nazývá se tento proces laicizací.

## Římskokatolické hledisko
Kodex kanonického práva stanoví, že přestane-li posvěcený prostor sloužit bohoslužebným účelům, může ho diecézní biskup předat k jinému počestnému využití, které nezpochybní tu skutečnost, že takové místo nepřestává být posvátným prostorem; prostor smí být předán jen ad usum non sordidum, tj. k účelu ne potupnému nebo nečestnému. Liturgický institut ústy Jana Matějky konstatoval, že mluvit o „odsvěcení“ je bezobsažné, a proto nesprávné. Ač některé kostely jsou činností v nich provozovanou znesvěcovány, nelze mluvit o jejich odsvěcení, protože zůstávají posvátným prostorem se všemi důsledky. Štěpán Plaček považuje frekventovaný termín „odsvěcení“ za problematický. Zdeněk Demel z Teologické fakulty Jihočeské univerzity v Českých Budějovicích uvedl, že termín navozuje dojem jakéhosi speciálního církevního obřadu, který místu odebere jeho určení posvátného prostoru pro bohoslužbu. Podle Plačka však předáním k jinému počestnému využití nepřestávají být posvátným prostorem, posvátný prostor zaniká až s narušením obvodového zdiva. Neexistuje církevní formulář pro obřad odsvěcení, kostel však může ztratit v některých případech své posvěcení, například když se zřítí více než polovina míst, kde jsou konsekrační kříže, když se v kostele prolije v zločinném úmyslu krev a v některých dalších vyjmenovaných případech.
V liturgii před II. vatikánským koncilem se znamení oleje v případě „odsvěcení“ nebo vážného zneuctění odstraňovalo ze stěn chrámu i z hlavy kněze odřením cihlou.
Tridentský koncil odmítl mínění těch, kteří svěcení kněží přisuzovali dočasný charakter. Richard Rohr se domnívá, že svěcení kněží je povolání do určité role, které může být dočasné, a proto podle něj kněžský úřad není nesmazatelný.